# Трахтемирівське городище

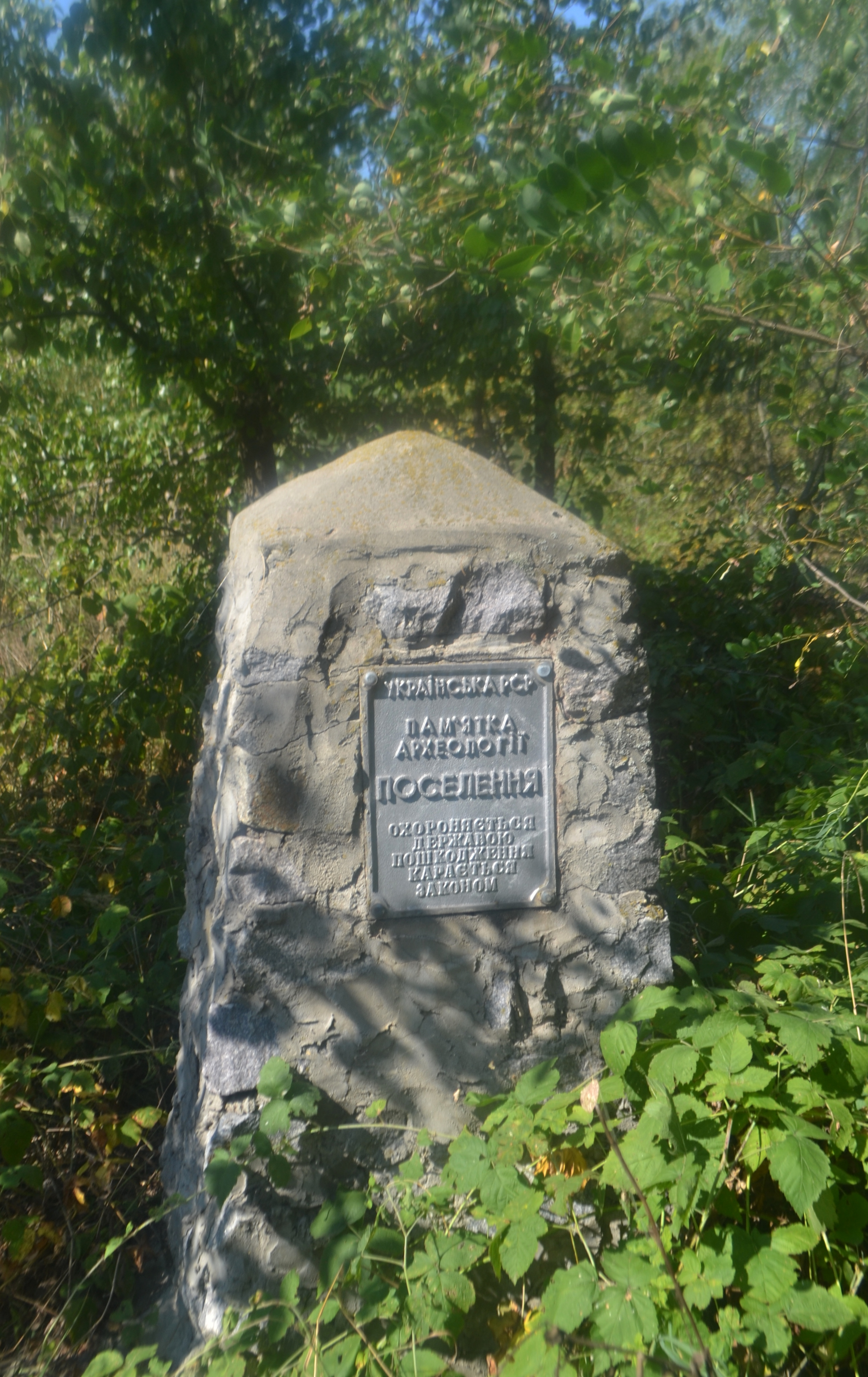

Трахтеми́рівське городи́ще — городище VI століття до нашої ери, розташоване на правому березі Дніпра поблизу села Трахтемирів Канівського району Черкаської області України.
Городище мало площу близько 500 га. Воно було захищене валом і ровом, а з північного боку — стрімким схилом над берегом Дніпра. Рукотворні укріплення збереглися не на всіх ділянках. Їхня первісна довжина могла сягати 5,4 км. Найбільша висота валу нині сягає 4-5 м.
Городище мало внутрішнє укріплення, що отримало назву «Малі Валки». Воно було розташоване на великому пагорбі на північному заході городища і з заходу прилягало до зовнішнього валу. Це укріплення було заселене значно щільніше за решту городища. У його межах було виявлено 40 житлових і понад 50 господарських будівель.
Досліджене у 1964–1968 роках. Було знайдено залишки жител, економних ям, побутового та господарського знарядь. Населення займалось землеробством, хліборобством, скотарством та різними ремеслами. Знахідки грецького посуду свідчить також про те, що городище мало торговельні зв'язки з містами північного Причорномор'я.
Існування городище пов'язують із сколотами, про які згадував у своїх творах Геродот. Розташоване між селами Трахтемирів і Зарубинці величезне поселення — найбільше з усіх сколотських укріплень лісостепової зони, адже його площа дорівнює 500 га. Житлова частина Трахтемирівського городища була відносно невеликою — 350—400 м впоперек. Якщо проаналізувати велику кількість ярів з досить чіткими лініями, то стає зрозумілим, що там існувала досить складна внутрішня система різноманітних споруд. Археологічних даних для того, аби стверджувати, що Трахтемирівське городище було головним святилищем сколотського племінного союзу недостатньо. Однак городище унікальне як своїми розмірами, так і ступенем розбудови укріплень для захисту від можливих нападів з боку скіфів-кочовиків.
До створення Канівського водосховища в районі існував так званий Зарубинецький брід, відомий ще із сколотських часів. Борис Рибаков зазначає, що вже в ті часи він, можливо був дорогою паломників. Однак і в добу Київської Русі і козацтва, його активно використовували. Поряд із Зарубинецьким бродом завжди відбувались бурхливі історичні події. Ім'ям села Зарубинці, що виникло на місці древнього міста Заруб, названа відома слов'янська Зарубинецька археологічна культура, відкрита 1889 року відомим українським археологом Вікентієм Хвойкою. Недалеко від села на одному з пагорбів було найдене перше поховання з перепаленими кістками, незвичайним ліпним посудом, та бронзовими прикрасами.
Координати — 49.97916, 31.37611